# 旭川市立大学の人物一覧
旭川市立大学の人物一覧（あさひかわしりつだいがくのじんぶついちらん）は、旭川市立大学（旧名の旭川大学を含む）に関係する人物の一覧記事。なお、旧名の旭川大学については、設置者の変更（公立に移行）に伴い、旭川市立大学に名称が変更された。

## 歴代理事長
学校法人旭川大学
＊ 2022年度末まで設置者であった学校法人旭川大学の理事長を記載。
- 盛永要
- 三橋勲
- 山川久明
- 山内亮史（2004年4月 - 2023年3月[1]）

公立大学法人旭川市立大学

## 歴代学長
旭川大学
- 第2代： 矢島武（1972年 - 1975年）、農業経済学者
- 第3代： 広沢吉平（1975年 - 1980年）、農業経済学者
- 第4代： 岡本理一（1980年 - 1985年）、経営学者・商学者
- 第5代： 高野斗志美（1985年 - 1988年）、文学者
- 第6代： 三木毅（1988年 - 2003年）、経済学者
- 第7代： 山内亮史（2003年 - 2021年[2]）、社会学者

旭川市立大学
- 初 代： 三上隆（2023年 - 現任）[3]

## 教職員
- 池田英俊 - 宗教学者
- 石垣茂光 - 法学者
- 石田威仁 - 元硬式野球部監督
- 和泉清司 - 日本史学者
- 磯田憲一 - 文化政策・文化行政論など、「君の椅子」プロジェクト代表
- 上草義輝 - 政治学・地域づくり論
- 渦原実男 - 経営学者
- 大野晃 - 社会学者
- 黒川伸一 - 憲法学者
- 黒柳俊雄 - 農業経済学者
- 鎌田とし子 - 社会学者
- 金山剛 - 税法学者
- 佐藤日吉 - 倫理学者
- 高懸雄治 - 経済学者
- 豊国秀夫 - 植物学者
- 土屋四郎 - 法学者
- 留岡清男 - 教育学者
- 田澤巌 - 政治学者
- 細谷精一 - 生理学者
- 西川清之 - 経済学者
- 山崎摩耶 - 看護学者
- 石田威仁 - 野球部監督

## 出身者
- 川島巴瑠菜 - 柔道家
- コウメ太夫 - お笑い芸人（経済学部を中退）
- 小笠原聖 - フリーアナウンサー、元秋田朝日放送アナウンサー
- 内山雄介 - 元プロ野球選手、元北海道日本ハムファイターズ選手
- 柴田望 - 詩人
- 永江二朗 - 映画監督、脚本家
- 平波亘 - 映画監督
- 木川恵介 - 税理士